# Henri Gouhier
Henri Gouhier (Auxerre, 5 dicembre 1898 – Parigi, 31 marzo 1994) è stato un filosofo e storico della filosofia francese.
Henri Gouhier è uno storico di ispirazione cristiana. Era particolarmente interessato a Descartes e il cartesianesimo, la metafisica e lo spiritualismo francese.
Il suo ampio lavoro ha ispirato il teologo gesuita Henri de Lubac quando scrisse nel 1944, in piena guerra mondiale, Le Drame de l'humanisme athée.

## Biografia
Henri Gaston Gouhier è nato a Auxerre, Yonne, da Hélène François e da Joseph Gouhier, agente d'affari.
I primi studi vengono compiuti nel collegio di Auxerre, poi dal 1919 al 1922 nella École normale supérieure; quindi continua nella Facoltà di Lettere di Parigi.
Ottiene l'idoneità all'insegnamento nel 1921 e dal 1925 al 1928 è professore di Filosofia al liceo di Troyes. Non abbandona comunque gli studi di perfezionamento universitario e, dopo essersi diplomato nel 1923 in Scienze religiose alla École Pratique des Hautes Etudes, nel 1926 consegue il Dottorato in Lettere.
Nel 1929 gli viene assegnato un incarico universitario e nel 1933 è Ordinario di Filosofia e Scienze dell'educazione; nel 1936 è chiamato alla Facoltà di Lettere dell'Università di Lille dove rimane per dodici anni fino a quando, nel 1940 lo si trova docente presso l’Università di Bordeaux.
Nel 1941 viene chiamato alla Sorbona ad occupare la cattedra di Filosofia presso la Facoltà di Lettere; vi rimane fino al 1968 con vari incarichi: dal 1941 al 1945 tiene l'insegnamento di Storia della filosofia moderna, dal 1948 al 1968 è titolare della cattedra di Storia del pensiero religioso in Francia dal secolo XVI in poi. In questi anni, tra il 1949 e il 1951, viene invitato in America dove tiene dei corsi presso l'Istituto franco-canadese dell’Università di Montréal e in quella del Quebec.
Dal 1938 al 1958 è membro del Consiglio Superiore della Ricerca Scientifica. Nel 1953 è a Ginevra dove tiene delle conferenze alla Fondazione Marie Gretler; dal 1956 al 1968 è membro del Comitato consultivo delle Università in Francia e per di più fa parte del Consiglio dell'Insegnamento Superiore. Tra il 1964 e il 1965 insegna all'Università di Lovanio; in seguito si sposta a tiene corsi e conferenze in Jugoslavia, in Cecoslovacchia, nel Belgio, nei Paesi Bassi, presso gli Istituti di Gand e d'Amsterdam.
Il 19 giugno del 1961 viene eletto membro titolare dell'Accademia delle Scienze Morali e Politiche. Nel 1970 ne diventerà Presidente, dopo un anno di vicepresidenza.
Nel 1966, per l'insieme della sua opera letteraria, riceve il Gran premio di letteratura dell'Accademia francese. Nel 1970 viene nominato membro associato dell'Accademia reale di scienze, lettere e belle arti del Belgio. Nel 1974 entra anche nel Consiglio superiore di lettere mentre, grazie alla sua attività di critico teatrale, il sindacato della critica drammatica e musicale lo nomina Presidente onorario. L'Università di Ginevra nel 1975 gli conferirà la laurea honoris causa, fatto che si ripeterà a cinque anni di distanza anche presso l'Università di Roma.
Il 15 febbraio 1979 gli viene offerta la Presidenza dell’Académie française, carica fino ad allora occupata da Étienne Gilson; nel 1981 l'Accademia dei Lincei lo invita a fare parte del suo consesso in qualità di Membro straniero.
Vi fu un importante scambio epistolare tra Étienne Gilson e il suo discepolo Henri Gouhier durante il periodo 1920-1936. Nel corso di queste lettere, i due filosofi approfondirono la figura di Malebranche e discussero della genesi di eventi cruciali nella storia della filosofia del Novecento. La corrispondenza rivela dettagliatamente il dibattito filosofico in atto, concentrandosi sulla tesi dottorale di Gouhier su Malebranche, consigliata da Gilson, e sulle ricerche connesse ai legami fra Scolastica e filosofia moderna, tematiche già presenti nel saggio giovanile di Gilson.
Si sposò nel 1928 con Moyse Marianne (1903-1948) e nel 1950 con Marie Louise Dufour, dal cui matrimonio nascerà una figlia di nome Hélène.
Gouhier ha supervisionato la tesi di laurea del famoso sociologo Pierre Bourdieu.

## Premi letterari
Nel 1959 il Grand Prix d'Académie, nel 1962 il premio Lecomte de Nouy, nel 1966 il Grand Prix della letteratura, che gli viene attribuito dall'Accademia Francese ed infine nel 1976 anche la città di Parigi gli conferirà il Premio letterario della città; nel 1988 viene insignito del Premio mondiale Cino Del Duca.

## Opere
- La pensée religieuse de Descartes (1924);
- La vocation de Malebranche (1926)
- La Vie de Auguste Comte (1931 ; ristampa: Vrin, Paris, 1997)
- La jeunesse d'A. Comte et la formation du positivisme (3 vol., 1933-41);
- La philosophie et son histoire (1944);
- Les conversions de Maine de Biran (1947);
- L'histoire et sa philosophie (1952);
- Le théâtre et l'existence (1952);
- L'ceuvre théâtrale (1958);
- La pensée métaphysique de Descartes (1962);
- Benjamin Constant (1967);
- Les méditations métaphysiques de J.-J. Rousseau (1970; trad. it. 1977);
- Cartésianisme et augustinisme au XVIIe siècle (1978);
- Rousseau et Voltaire. Portraits dans deux miroirs (1983);
- Blaise Pascal, conversion et apologétique (1986);
- Bergson dans l'histoire de la pensée occidentale (1989);
- Trois essais sur Étienne Gilson (1992).